# Tetragonopterus signatus
Tetragonopterus signatus är en fiskart som beskrevs av Burmeister, 1861. Tetragonopterus signatus ingår i släktet Tetragonopterus och familjen Characidae. Inga underarter finns listade i Catalogue of Life.